# Kabaka
De titel Kabaka (ook: Kababa) wordt gedragen door de vorsten van Boeganda, een deelstaat van Oeganda. Kabaka betekent (vrij vertaald) koning. In de negentiende eeuw ging de kabaka samen met de elite van Boeganda over tot het protestantisme. Het kroningsceremonieel van de kabaka lijkt sterk op die van de Britse koning(in) en vindt plaats in de belangrijkste Anglicaanse Kathedraal van Kampala (Kampala is zowel de hoofdstad van Oeganda als van Boeganda). Van 1967 tot 1993 was het ambt van kabaka afgeschaft, maar op 24 juli 1993 mocht kabaka Ronald Muwenda Mutebi II naar Oeganda terugkeren en werd hij ceremonieel vorst van Boeganda.

## Kabaka's van Boeganda
| Tebandeke                              |                 |
| Ndawula                                |                 |
| Kagulu                                 |                 |
| Kikulwe                                | 18e eeuw        |
| Mawanda                                | 18e eeuw        |
| Mwanga I                               | 1740-1741       |
| Namugala                               | 1741-1750       |
| Kyabaggu Kabinuli                      | 1750-1780       |
| Jjunju Ssendegeya                      | 1780-1796       |
| Ssemakookiro Wasajja Nabbunga          | 1796-1814       |
| Kamaanya Kadduwamala Mukasa            | 1814-1836       |
| Ssuuna II Kalema Migeekyamye           | 1836-1856       |
| Mukaabya Mutesa I Kayiira              | 1856-1884       |
| Mwanga II Basammula-Ekkere (1x)        | 1884-1888       |
| Mutebi II Kiwewa                       | sept.-okt. 1888 |
| Kalema Muguluma                        | 1888-1889       |
| Mwanga II Basammula-Ekkere (2x)        | 1889-1897       |
| Daudi Cwa II                           | 1897-1939       |
| Apolo Kagwa (regent)                   | 1897-1914       |
| Edward Mutesa II (1x)                  | 1939-1953       |
| Paulo Kavuma                           | nov.-dec. 1953  |
| Regenten: Paulo Kavuma - Latimer Mpagi | 1953-1955       |
| Edward Mutesa II (2x)                  | 1955-1966       |
| vacant                                 | 1966-1967       |
| post afgeschaft                        | 1967-1993       |
| Ronald Muwenda Mutebi II               | 1993-heden      |